# Diocèse de Chachapoyas
Le diocèse de Chachapoyas (en latin : Dioecesis Chachapoyasensis ; en espagnol : Diócesis de Chachapoyas) est un diocèse de l'Église catholique du Pérou suffragant de l'archidiocèse de Piura.

## Territoire

Diocèse de Chachapoyas

Le diocèse comprend cinq provinces du département d'Amazonas : Bagua, Bongará, Chachapoyas, Luya et Rodríguez de Mendoza. La province de Condorcanqui qui est aussi dans le département d'Amazonas est gérée par le vicariat apostolique de Jaén au Pérou ou San Francisco Javier.
Il possède un territoire d'une superficie de 16 075 km2 divisé en 22 paroisses. Le siège épiscopal est dans la ville de Chachapoyas où se trouve la cathédrale Saint-Jean-Baptiste.

## Histoire
Avant la création du diocèse, ce sont les jésuites qui évangélisent la région. En 1634, le roi d'Espagne Philippe IV, autorise l'érection d'une mission pour évangéliser les Indiens vivant dans la région comprise entre les rivières Santiago, Marañón, Huallaga, Ucayali, Napo et Putumayo. Après la suppression des jésuites, la mission est confiée aux franciscains.
Le diocèse de Maynas est érigé le 28 mai 1803 sous le pontificat de Pie VII. Il reçoit son territoire de l'archidiocèse de Lima et des diocèses de Huamanga, Cuenca, Popayán, Quito et de Trujillo (tous aujourd'hui archidiocèses). Il est nommé suffragant de l'archidiocèse de Lima lors de sa création.
Le diocèse comprend le commandement général de Maynas dans la vice-royauté du Pérou, un vaste territoire qui comprend également des portions qui dépassent les frontières de l'état actuel du Pérou. Le premier évêque, Hipólito Antonio Sánchez Rangel, établit le siège du nouveau diocèse à Jeberos puis à Moyobamba à partir de 1812.
Par la bulle Ex sublimi Petri du 2 juin 1843 de Grégoire XVI, l'archidiocèse de Trujillo donne  
les provinces de Pataz et de Chachapoyas au diocèse de Maynas dont le siège est transféré dans la ville de Chachapoyas. Le diocèse prend alors son nom actuel.
Le 5 février 1900, il cède des portions de territoire pour l'érection des préfectures apostoliques de San León del Amazonas (aujourd'hui vicariat apostolique d'Iquitos) et de San Francisco de Ucayali (supprimé le 2 mars 1956 et son territoire divisé entre les trois nouveaux vicariats apostoliques de Pucallpa, Requena et San Ramón). Le 5 avril 1908, il cède une partie de son territoire pour l'établissement du diocèse de Cajamarca.
Le 23 mai 1943, il intègre la province ecclésiastique de l'archidiocèse de Trujillo. Il cède une partie de territoire le 11 janvier 1946, cette fois-ci pour la création de la préfecture apostolique de San Francisco Javier (aujourd'hui vicariat apostolique de Jaén au Pérou ou San Francisco Javier). Le 7 mars 1948, il cède encore des portions de territoire pour la création de la prélature territoriale de Moyobamba.
Le 30 juin 1966, le diocèse de Piura est élevé au rang d'archidiocèse métropolitain par la constitution apostolique Sic ut paterfamilias du pape Paul VI. Chachapoyas devient son suffragant tout comme le diocèse de Chiclayo et les prélatures territoriales de Chota et Chulucanas (aujourd'hui diocèse de Chulucanas).

## Évêques
- Hipólito Antonio Sánchez Rangel de Fayas, O.F.M (26 juin 1805 - 28 septembre 1824) nommé administrateur apostolique de Carthagène)
  - Sede vacante (1824-1838)
- José María Amaga (17 septembre 1838 - 15 décembre 1849)
  - Sede vacante (1849-1853)
- Pedro Ruiz Zumaeta (12 septembre 1853 - 20 novembre 1862)
  - Sede vacante (1862-1865)
- Francesco Solano Risco, O.F.M (27 mars 1865 - 1900)
  - Sede vacante (1900-1904)
- José Santiago Irala, O.F.M (4 juin 1904 - 1909)
- Emilio Francisco Lissón y Chávez, C.M (16 mars 1909 - 25 février 1918) nommé archevêque de Lima
  - Sede vacante (1918-1921)
- vénérable Octavio Ortiz Arrieta (es), S.D.B (21 novembre 1921 - 1er mars 1958)
- José Germán Benavides Morriberón (28 août 1958 - 30 novembre 1968) nommé évêque auxiliaire d'Arequipa
- Manuel Prado Perez-Rosas, S.J (7 septembre 1970 - 29 décembre 1976) nommé archevêque de Trujillo
- Antonio de Hornedo Correa, S.J (9 juillet 1977 - 18 mai 1991)
- Ángel Francisco Simón Piorno (18 mai 1991 - 18 mars 1995) nommé évêque de Cajamarca
- José Ignacio Alemany Grau, C.Ss.R. (17 août 1995 - 18 mai 2000)
- Emiliano Antonio Cisneros Martínez, O.A.R (27 mars 2002 - 9 mars 2022)
- Humberto Tapia Díaz (9 mars 2022 -  )